# Kombissiri
Kombissiri – miasto w Burkinie Faso, ośrodek administracyjny prowincji Bazéga. Według danych szacunkowych na rok 2013 liczyło ok. 28 tys. mieszkańców.